# Jacques Deval
Jacques Deval (* 27. Juni 1895; † 19. Dezember 1972) war ein französischer Dramatiker und Regisseur.

## Leben und Werk
Sein bekanntestes Stück ist Towarisch, 1933 uraufgeführt mit Elvire Popescu und 1937 verfilmt von Anatole Litvak mit Claudette Colbert und Charles Boyer. Dans sa candeur naive wurde als Wer andern keine Liebe gönnt 1932 mit Buster Keaton verfilmt. In Deutschland bekannt wurde Deval auch mit dem Stück Mademoiselle, das u. a. von Max Reinhardt 1932 inszeniert wurde.
Jacques Deval selbst verfilmte Tovaritch (1935), Club des femmes (1936, mit Danielle Darrieux) und L'invité du mardi (1950, mit Bernard Blier). Den Roman Marie Galante von 1931 bearbeitete Deval 1934 als Bühnenstück mit der Musik von Kurt Weill. Henry King verfilmte Marie Galante 1934 mit Ketti Gallian und Spencer Tracy.
Für die Fernsehreihe Au théâtre ce soir wurden zwischen 1967 und 1984 allein 19 seiner Stücke verfilmt, unter anderem Etienne (1968, mit Jean-Pierre Lamy); Et l'enfer, Isabelle (1970, mit Françoise Christophe); Une histoire de brigands (1971, mit Gisèle Casadesus); Charmante soirée (1973, mit Michel Creton), Il y a longtemps que je t'aime (1974, mit Claude Jade); Il était une gare (1975, mit Renée Faure) und La prétentaine (1980, mit Michel Creton).
Viele seiner Stücke wurden auch in Deutschland verfilmt, so 1961 Familienpapiere mit Carl-Heinz Schroth und Geliebte Hochstaplerin mit Nadja Tiller, Walter Giller und Elke Sommer. Wolfgang Liebeneiner verfilmte Towarisch 1966 mit Karin Hübner, Peter Weck und Gitte Hænning.

## Ehrungen
- 1964 Prix Claude-Farrère

## Stücke
- 1920: Une faible femme (Eine schwache Frau)
- 1921: Le soleil de minuit (Die Mittnachtsonne)
- 1926: Dans sa candeur naïve
- 1930: Etienne
- 1932: Mademoiselle
- 1933: Tovaritch
- 1933: Prière pour les vivants (Gebet für die Lebenden)
- 1934: L'âge de Juliette (Das Alter von Juliette)
- 1950: Ce soir à Samarcande (Heute nacht in Samarkand)
- 1948: KMX Labrador
- 1955: Il y a longtemps que je t'aime (Ich habe dich lang geliebt)
- 1957: La Prétentaine (Das Herumbummeln)
- 1963: Et l'enfer, Isabelle ? (Und die Hölle, Isabelle ?)
- 1964: Un homme comblé
- 1978: Miam miam

## Bücher
- 1931: Marie Galante, Roman; 1934 als Bühnenstück bearbeitet mit Musik von Kurt Weill und in den USA verfilmt
- 1964: Les Voyageurs (Die Reisenden), Roman
- 1969: Afin de vivre bel et bien (Um schön und gut zu leben), Erinnerungen

## Filmografie (Auswahl)
Drehbuch
- 1939: Balalaika
- 1949: L'Invité du Mardi – auch Regie
- 1951: Geliebte Domenica (Domenica)
- 1953: Und keine blieb verschont (Quand tu liras cette lettre) – auch Darsteller

Literarische Vorlage
- 1934: Marie Galante – Regie: Henry King
- 1937: Tovarich
- 1961: Geliebte Hochstaplerin
- 1966: Towarisch (Fernsehfilm)
- 1976: Hilfe, sie liebt mich (L' altra meta del cielo)